# Qualpopoca
Qualpopoca, o Quetzalpopoca (... – Tenochtitlán, novembre 1519), è stato un militare azteco, le cui operazioni per conto dell'imperatore Montezuma nei confronti dei conquistadores spagnoli a Nauhtla portarono alla crisi delle relazioni azteco-spagnole, il che fornì a Hernán Cortés il pretesto per la cattura di Montezuma e per il rovesciamento dello stato azteco.
Qualpopoca uccise e catturò molti conquistadores nel corso di una battaglia nei pressi di Nauhtla, in seguito ad una schermaglia dovuta a questioni di tasse, e questo lo rese il primo (e uno dei pochi) comandanti aztechi ad aver avuto successo in uno scontro con gli spagnoli. Per vendicarsi Cortes obbligò Montezuma ad ordinarne l'arresto, portarlo nella capitale azteca Tenochtitlan e bruciarlo vivo davanti al Templo Mayor.

## Operazioni a Nauhtla
Qualpopoca appare per la prima volta nei racconti del tempo quando gli fu ordinato dall'imperatore Montezuma di prendere il controllo della regione che circondava la città azteca di Nauhtla. Nauhtla era una città vicina al confine dell'impero, e la guarnigione locale esercitava il comando sulla popolazione locale, in gran parte di origine Totonachi. La provincia era stata recentemente assorbita dall'impero azteco, e quando Hernan Cortes arrivò in quella zona (oggi corrispondente allo stato messicano di Veracruz) nel 1520, una delle sue prime azioni fu quella di rovesciare il controllo azteco catturando gli esattori fiscali della città di Quiahuiztlan, liberandoli solo dopo un'esplicita richiesta dell'imperatore azteco. Si mosse quindi verso la guarnigione della città di Tizapancingo, restituendo la terra ai nativi Totonachi ed al loro capo Tlacochcalcatl di Cempoala.
Per ristabilire il controllo azteco sull'area, Montezuma inviò Qualpopoca con l'ordine di sconfiggere i Totonachi ed i loro alleati spagnoli. Giunto sul posto nell'ottobre 1519, Qualpopoca chiese alle città totonache di pagare i tributi dovuti alla capitale azteca, Tenochtitlán. Le città chiesero aiuto agli spagnoli di Villa Rica e Veracruz e Juan de Escalante, il conquistador allora al comando, disse a Qualpopoca di non minacciare i Totonachi, e chiese dell'oro come ricompensa. Qualpopoca non gli rispose e continuò ad organizzare rappresaglie contro i villaggi Totonachi che si rifiutavano di pagare. Escalante contrattaccò con un esercito di conquistadores e di guerrieri Totonachi, affrontando Qualpopoca in una battaglia nei pressi di Nauhtla.
Il confronto fu breve, i Totonachi fuggirono quasi subito e gli uomini di Escalante furono obbligati a ritirarsi a causa dei possenti attacchi aztechi, lasciando Nauthla in fiamme. Nel corso della ritirata Escalante fu ferito a morte, cinque spagnoli furono uccisi ed uno, Juan de Argüello, catturato. Come da tradizione della società azteca, Argüello ed i Totonachi catturati furono sacrificati, e la testa dello spagnolo mandata a Montezuma come trofeo. In seguito Cortes disse in una lettera, come giustificazione per la morte di Qualpopoca, che gli uomini di Escalante non erano stati uccisi o catturati in battaglia, ma che erano stati mandati dagli spagnoli come emissari e guide per Qualpopoca, che invece li aveva catturati e sacrificati.

## Intrighi a Tenochtitlan
Quando le notizie della battaglia giunsero a Tenochtitlan il 14 novembre 1519, vi fu costernazione. Hernan Cortes ed i suoi 300 uomini e molte migliaia di alleati Totonachi e Tlaxcalani erano giunti in città una settimana prima ed abitavano in uno dei palazzi reali come ospiti di Montezuma. La presenza degli spagnoli e dei loro nemici storici, Tlaxcalani, causò disagio in città, soprattutto dopo il loro massacro della popolazione di Cholula poche settimane prima. Le notizie della battaglia di Nauhtla, accompagnate dall'arrivo della testa di Argüello, preoccupò il governo azteco che iniziò a temere un attacco alla nobiltà cittadina da parte degli spagnoli o dei loro alleati, come già successo a Cholula. La testa fu mandata via, e Montezuma accettò di incontrarsi privatamente con Cortes.
Cortes giunse con 35 uomini armati e, dopo un breve preambolo, informò Montezuma del fatto che avrebbe dovuto aggregarsi agli spagnoli come ostaggio o sarebbe stato ucciso sul posto assieme ai suoi consiglieri. Nonostante la seguente discussione e le suppliche a Cortes, alla fine Montezuma si sottomise agli spagnoli e, con i suoi principali consiglieri, divenne a tutti gli effetti prigioniero degli spagnoli, anche se ufficialmente non lo era. Nonostante gli fosse concesso di continuare a regnare sui suoi sudditi, tutte le proclamazioni di Montezuma, la sua corrispondenza ed i suoi movimenti erano controllati da Cortes.

## Morte di Qualpopoca
(Historia verdadera de la conquista de la Nueva España, Bernal Díaz del Castillo)
Una delle prime azioni dell'imperatore prigioniero fu quella di far arrestare Qualpopoca, due dei suoi figli e quindici altri nobili aztechi. Questi uomini furono portati a Tenochtitlan dove Montezuma li consegnò a Cortes. Interrogato, Qualpopoca affermò di aver agito di propria iniziativa attaccando Escalante, ma poi modificò la propria versione, probabilmente sotto tortura, affermando che Montezuma gli aveva deliberatamente ordinato di ingaggiare battaglia con gli spagnoli. Cortes informò Montezuma della cosa, dicendogli che nonostante lo reputasse responsabile dell'attacco, lo avrebbe protetto da ogni rischio.
Cortes portò quindi un Montezuma incatenato nella grande piazza davanti al Templo Mayor, mostrandogli, assieme a migliaia di cittadini di Tenochtitlan, come Qualpopoca, i suoi figli e gli altri quindici prigionieri venivano legati ai pali, circondati da fasci o frecce ed armi in legno delle armature azteche e arsi vivi. Secondo alcuni racconti, la folla osservò lo spettacolo in totale silenzio e, quando i prigionieri furono morti, Cortes disse a Montezuma che era libero. Spaventato dalla rabbia dei suoi sudditi che avevano dovuto assistere all'esecuzione di uno dei più anziani ufficiali, Montezuma si rifiutò. Nei successivi mesi l'imperatore azteco perse gradualmente il rispetto del proprio popolo, fino alla sua morte giunta durante la Noche Triste del 30 giugno 1520.